# Erodium valentinum
Erodium valentinum är en näveväxtart som först beskrevs av Johan Martin Christian Lange, och fick sitt nu gällande namn av W. Greuter och Burdet. Erodium valentinum ingår i släktet skatnävor, och familjen näveväxter. Inga underarter finns listade i Catalogue of Life.